# Cryptolestes pusilloides
Cryptolestes pusilloides is een keversoort uit de familie dwergschorskevers (Laemophloeidae). De wetenschappelijke naam van de soort werd in 1952 gepubliceerd door Steel & Howe.